# 郝家村水库
郝家村水库是中国四川省宜宾市高县复兴镇境内的一座水库，位于南广河小支流复兴沟上，建于1967年。水库正常库容为1172万立方米，集雨面积为24平方千米，海拔为487.88米。